# Haarlemmerbuurt
Die Haarlemmerbuurt (deutsch Haarlemer Viertel) ist ein Wohnviertel dörflichen Charakters in der Innenstadt von Amsterdam, in der niederländischen Provinz Nordholland. Das aus Haarlemmerbuurt Oost und Haarlemmerbuurt West bestehende Quartier im Stadtteil Amsterdam-Centrum, das sich durch eine bemerkenswerte architektonische Geschlossenheit auszeichnet, beherbergt zahlreiche Kulturdenkmäler (überwiegend historische Gebäude), und eine große Vielfalt an Läden und Restaurants.

## Geschichte, Topographie, Verwaltungsebenen
Die Ursprünge des Viertels liegen im Goldenen Zeitalter. Nachdem im Rahmen der Vierten Stadtvergrößerung ab 1593 zunächst der östlichste Teil der Haarlemmerbuurt zwischen dem Singel und der Binnen und der Buiten Wieringerstraat bebaut worden war, wurde ab 1612 bis zur Mitte des 17. Jahrhunderts im Zuge der Anlage des westlichen Teils des Grachtengürtels auch der Rest des Viertels längs der Haarlemmerstraat und des Haarlemmerdijks angelegt und weitestgehend bebaut. Die Haarlemmerbuurt liegt nördlich des Grachtengürtels und wird im Nordosten begrenzt von der Eisenbahnlinie Amsterdam – Haarlem, im Südosten vom Singel, im Südwesten von der Brouwersgracht und im Nordwesten von der Korte Marnixstraat und der Planciusstraat. Im Südwesten grenzt das Viertel an den jenseits der Brouwersgracht gelegenen hippen Stadtteil Jordaan, im Nordosten schließen sich jenseits der Bahnlinie die Wohnviertel Westelijke Eilanden (deutsch Westliche Inseln) - nämlich Bickerseiland, Prinseneiland und Realeneiland - und Westerdokseiland (deutsch Westerdoksinsel) an. Im Jahre 2024 hatte das Quartier rund 3930 Einwohner. Die nächsthöhere Verwaltungsebene ist das gleichnamige Stadtviertel (niederländisch wijk) Haarlemmerbuurt (9180 Ew.) – traditionell Gouden Reael genannt – das sich zusammensetzt aus den buurten Haarlemmerbuurt Oost (1520 Ew.), Haarlemmerbuurt West (2410 Ew.), Westelijke Eilanden (2895 Ew.) und Westerdokseiland (1850 Ew.) sowie den im äußersten Nordwesten des Stadtteils gelegenen buurten Planciusbuurt Zuid (160 Ew.) an der Singelgracht und Planciusbuurt Noord (345 Ew.) am Westerkanaal.

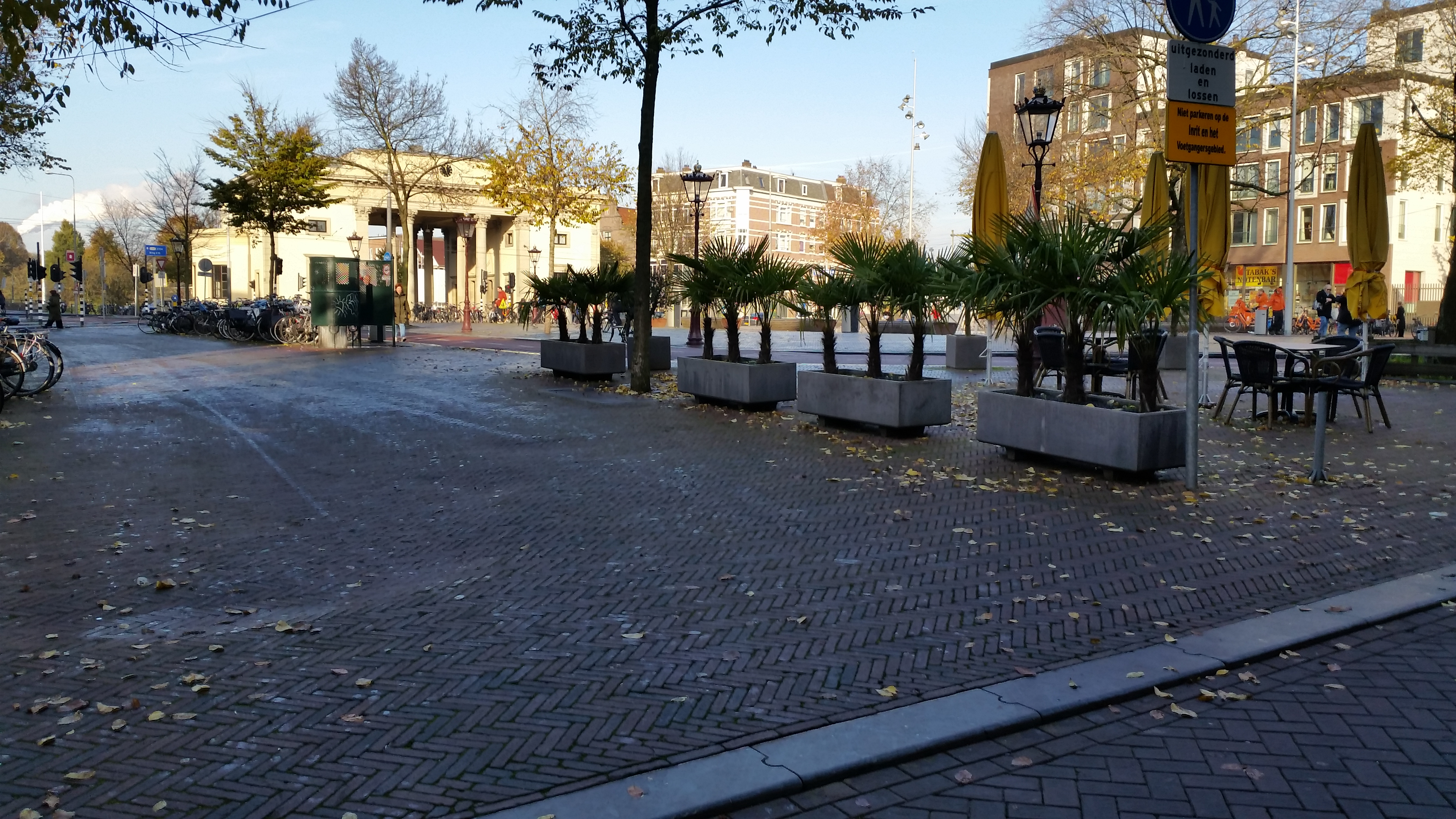
Haarlemmerplein (November 2019)

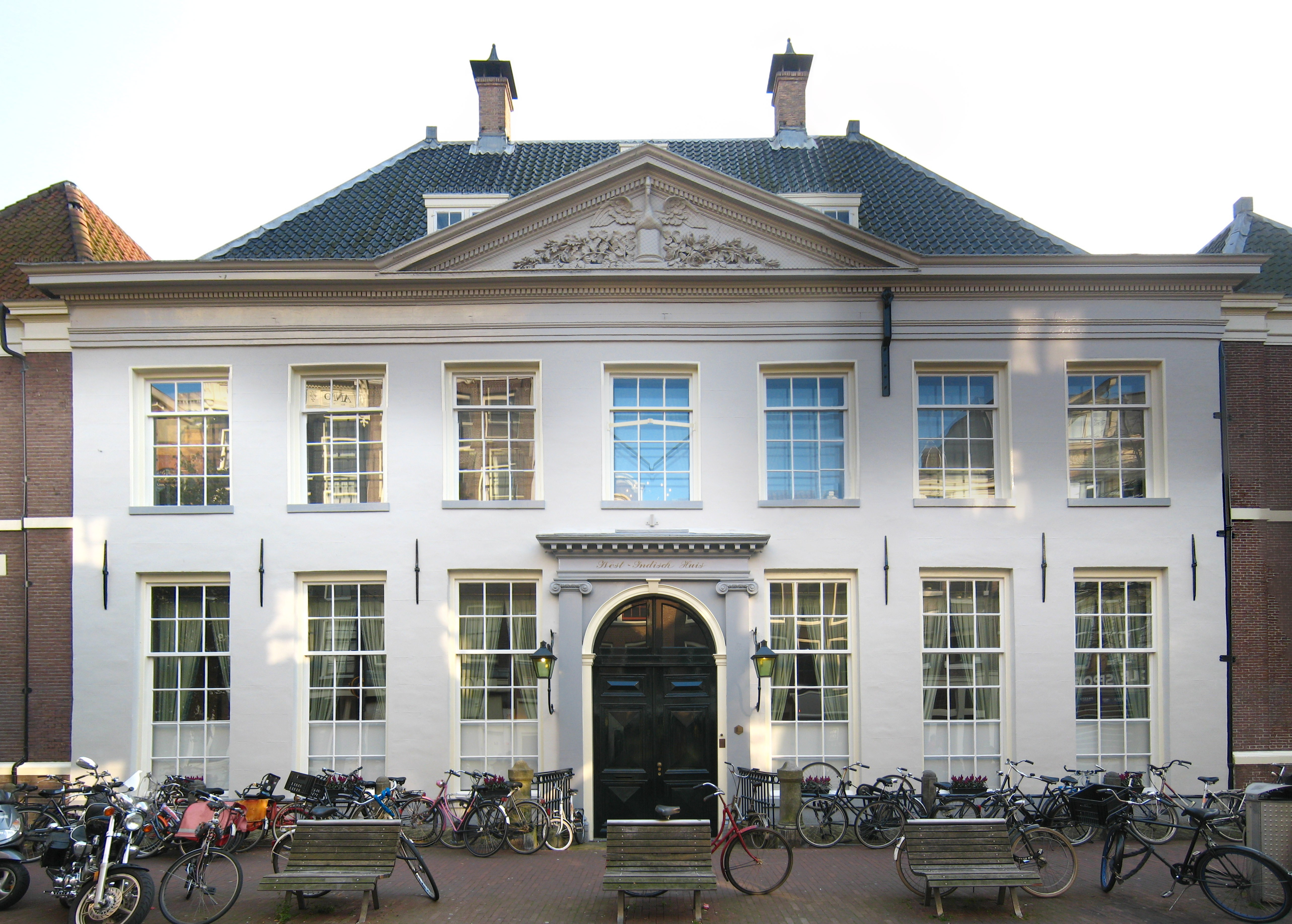
Westindienhaus an der Haarlemmerstraat (2007)

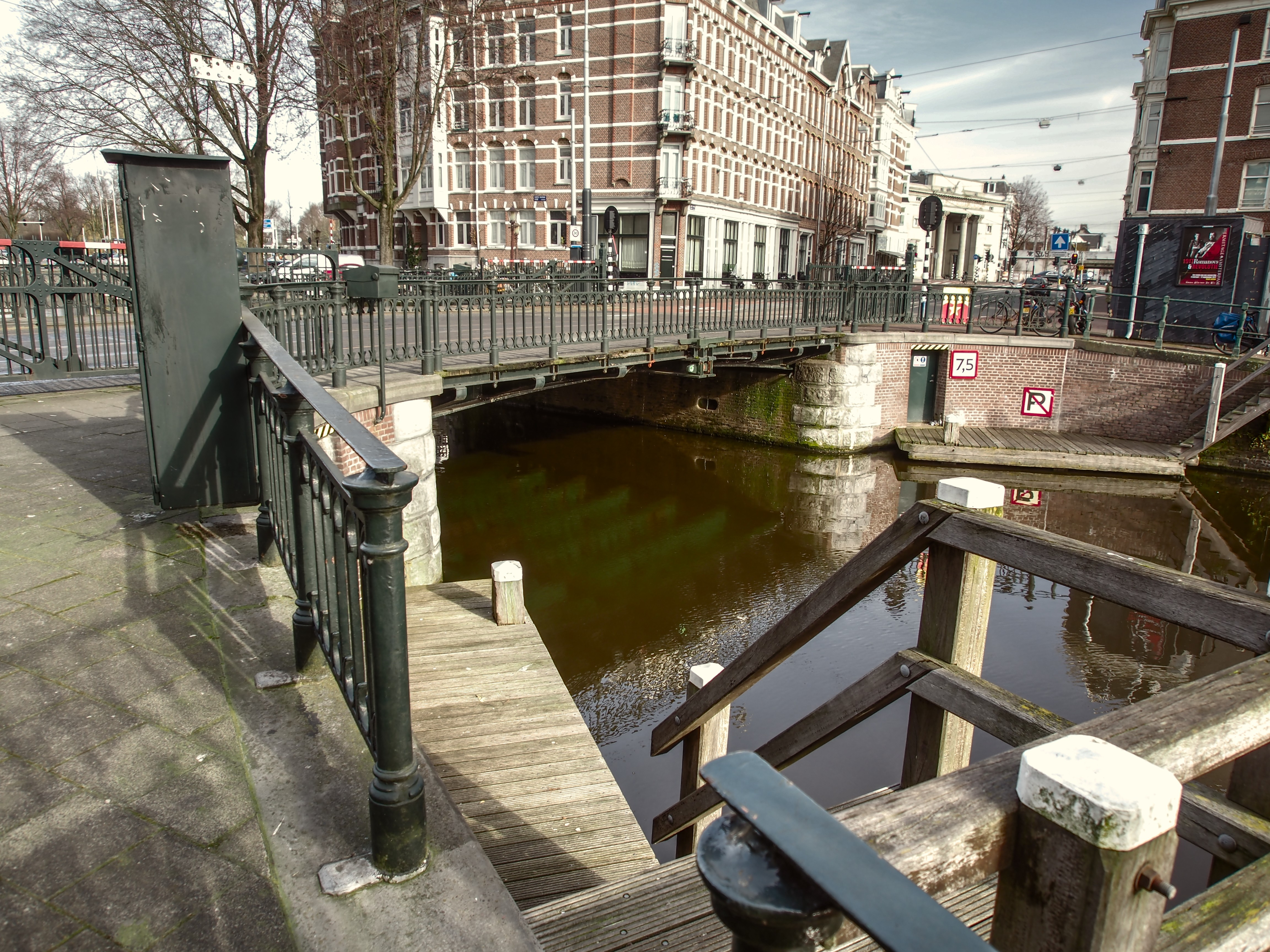
Brücke Nr. 149 Bullebak (2017)

## Stadtteil Haarlemmerbuurt
Der Stadtteil wird als „ein Dorf in der Stadt“ (ndl. een dorp in de stad) bezeichnet. Die Hauptstraßen sind die ab ca. 1612 bebauten Haarlemmerstraat und Haarlemmerdijk. Der Haarlemmerdijk führt in seinem weiteren Verlauf bis nach Haarlem. Im Nordwesten grenzt der Westerpark (angelegt 1890) mit dem Veranstaltungszentrum Westergasfabriek (erbaut 1883) an den Stadtteil. Jeden Mittwoch von 10:00 bis 17:00 Uhr findet am Haarlemmerplein ein Biologische Boerenmarkt (Biologischer Bauernmarkt) statt.
Der Haarlemmerdijk ist hauptsächlich für Fußgänger und Fahrradfahrer eine wichtige Verbindung zwischen Amsterdam West und der Innenstadt. In der Straße befinden sich zahlreiche Läden aller Art, Gaststätten und Restaurants, Büros und andere Betriebe. Die Straße verbindet den Haarlemmerplein mit der Korte Prinsengracht und führt in der Verlängerung als Haarlemmer Straat bis zur Singel am Rande des Stadtteils Burgwallen-Nieuwe Zijde, in unmittelbarer Nähe zum Amsterdamer Hauptbahnhof Amsterdam Centraal.
Der Straßenzug Haarlemmerstraat – Haarlemmerdijk wurde zur „schönsten Einkaufsstraße der Niederlande 2011“ gewählt (leukste winkelstraat van Nederland 2011). An und um Haarlemmerstraat und Singel sind etwa ein Dutzend Coffeeshops angesiedelt.
An der Haarlemmerstraat in Höhe Herenmarkt liegt das Westindienhaus, von 1623 bis 1647 Hauptquartier der Niederländischen Westindien-Kompanie.
Im geographischen Mittelpunkt des Viertels quert der Straßenzug Haarlemmerstraat – Haarlemmerdijk mit der Brücke über die Eenhoornsluis die Korte Prinsengracht. Hier ist die letzte erhaltene Markierung des Amsterdamer Pegels (Normaal Amsterdams Peil) in die Wand der Eenhoornsluis eingelassen.
Ganz im Westen des Stadtteils, an der Einmündung der Brouwersgracht in die Singelgracht, liegt die Brücke Nr. 149 Bullebak, die die Marnixstraat mit der Korte Marnixstraat verbindet. Einer Legende zufolge soll in den Gewölben unter der Brücke der Bullebak hausen, eine Spukgestalt, die dort Menschen – vornehmlich Kindern – auflauert, die der Gracht zu nahe kommen, um sie zu sich ins Wasser zu ziehen. Die historische Brücke wurde von 2020 bis 2023 umfassend erneuert und restauriert.

## Kulturdenkmäler (Rijksmonumente) in der Haarlemmerbuurt
In der Haarlemmerbuurt befinden sich 409 denkmalgeschützte Rijksmonumente. Informationen vom Rijksdienst voor het Cultureel Erfgoed. Nachfolgend eine kleine Auswahl:
- Eckhaus aus der ersten Hälfte des 18. Jahrhunderts in der Brouwersgracht 46.[5]
- Betriebs- und Wohnhaus mit Halsgiebel von 1749 in der Brouwersgracht 52.[6]
- Gebäude aus dem 2. Viertel des 18. Jahrhunderts am Haarlemmerplein 23.[7]
- Eckhaus von 1685 in der Haarlemmerstraat 1.[8]
- Wohnhaus aus dem 17./18. Jahrhundert in der Korte Prinsengracht 7.[9]
- Wohnhaus aus dem 17. Jahrhundert mit Leistengiebel (19. Jahrhundert) in der Vinkenstraat 7.[10]
- Eckhaus mit Halsgiebel aus dem 2. Viertel des 18. Jahrhunderts in der Vinkenstraat 165.[11]

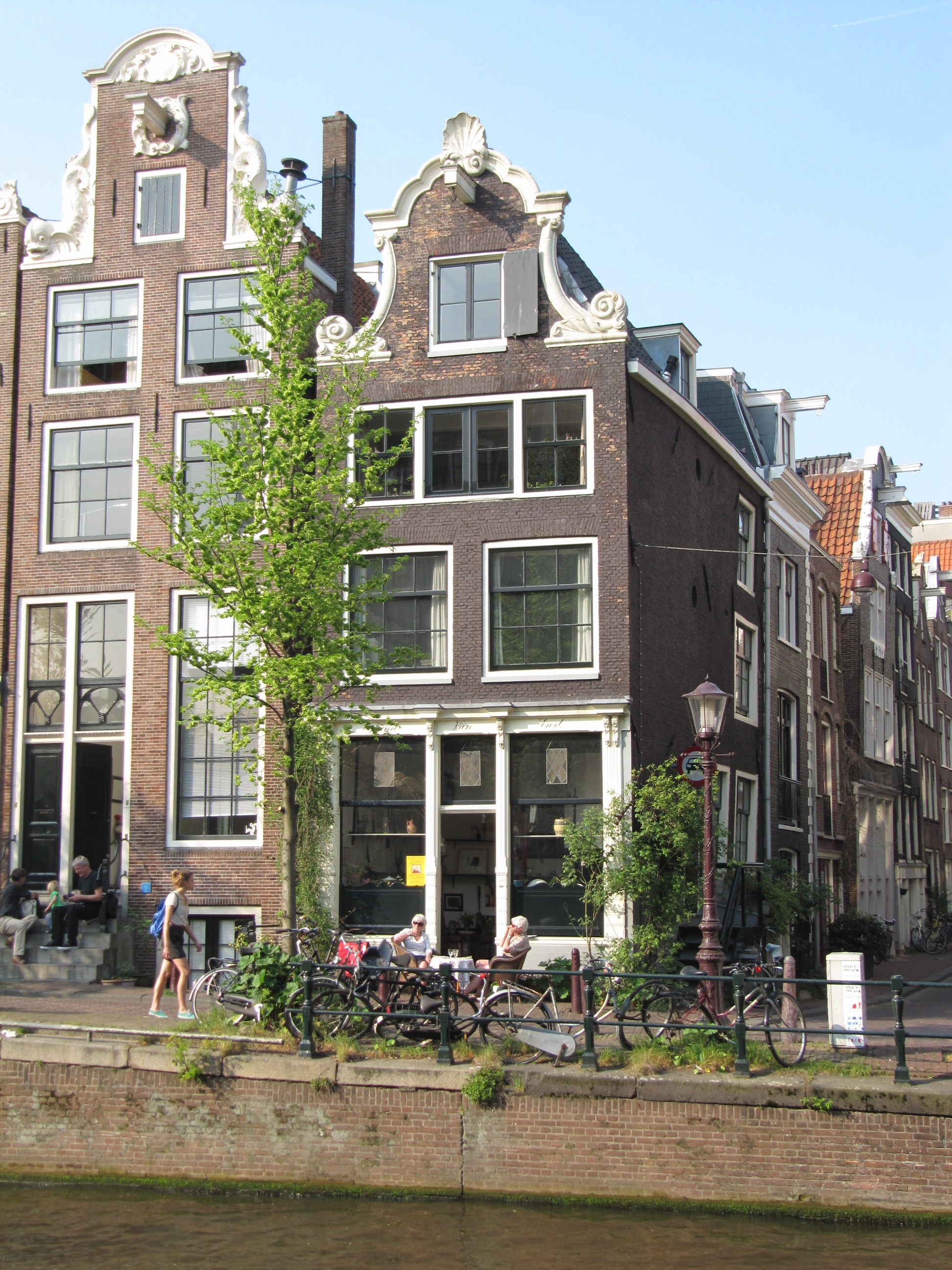
Rijksmonument Brouwersgracht 46
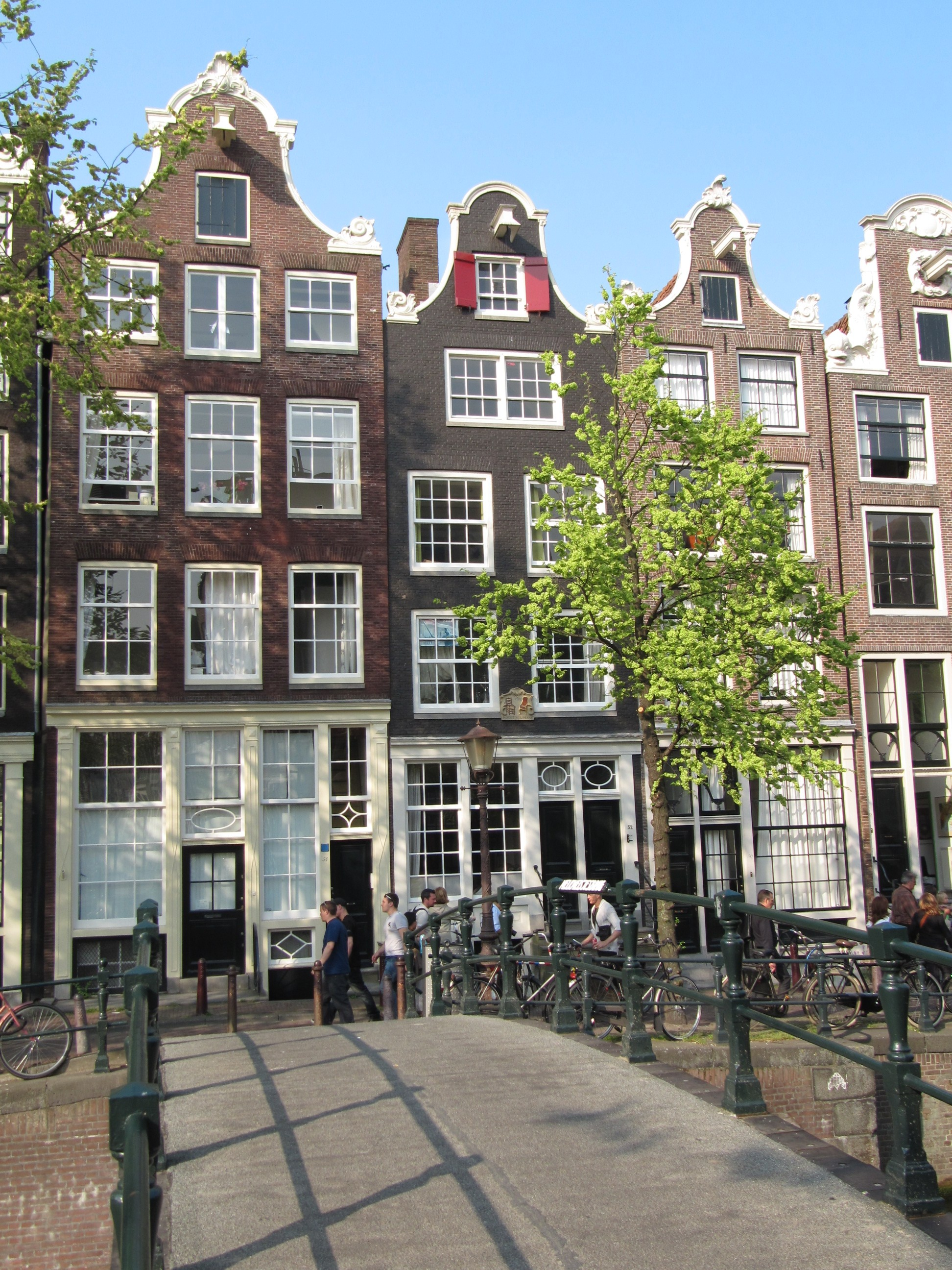
Rijksmonument Brouwersgracht 52
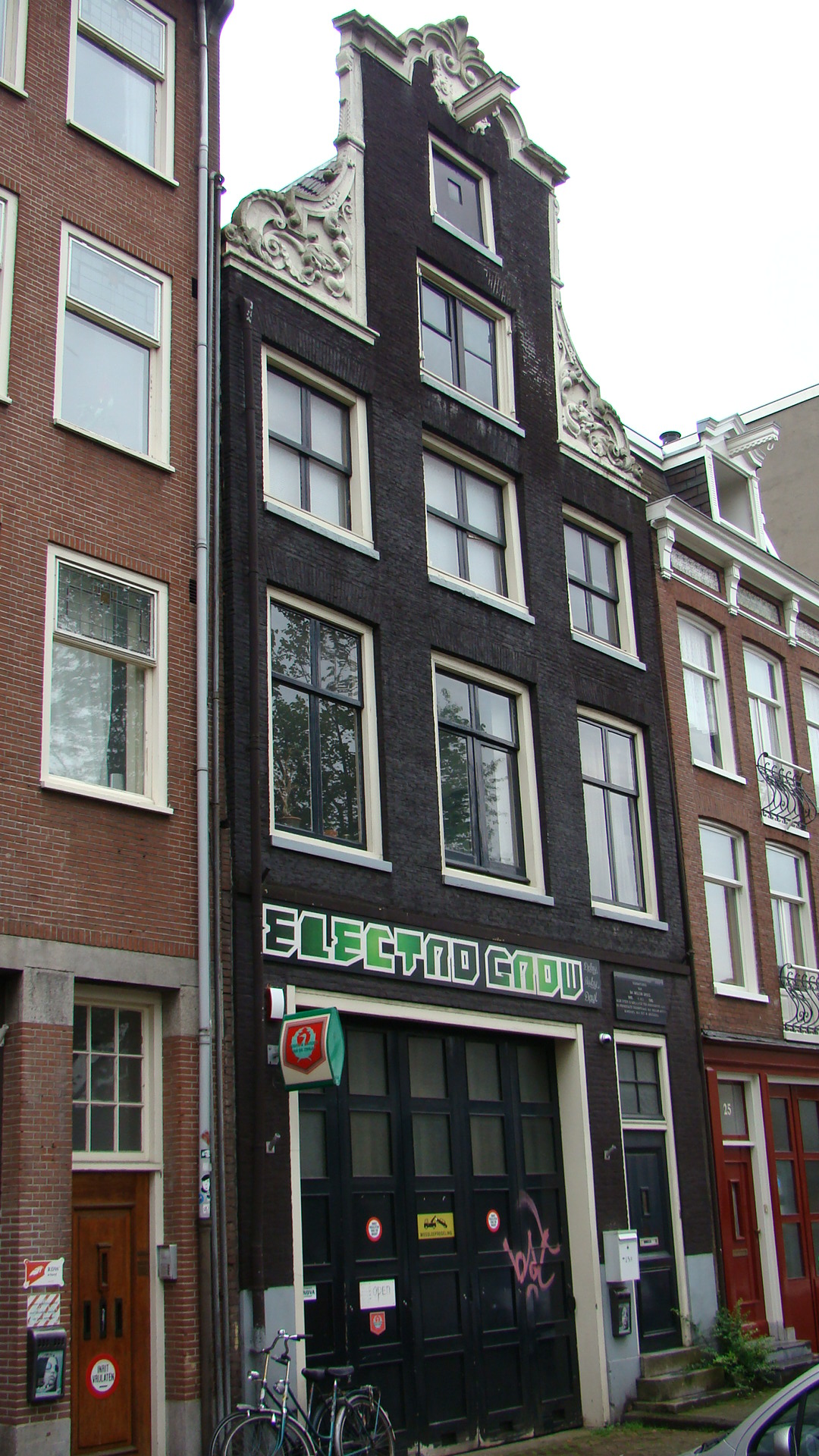
Rijksmonument Haarlemmerplein 23
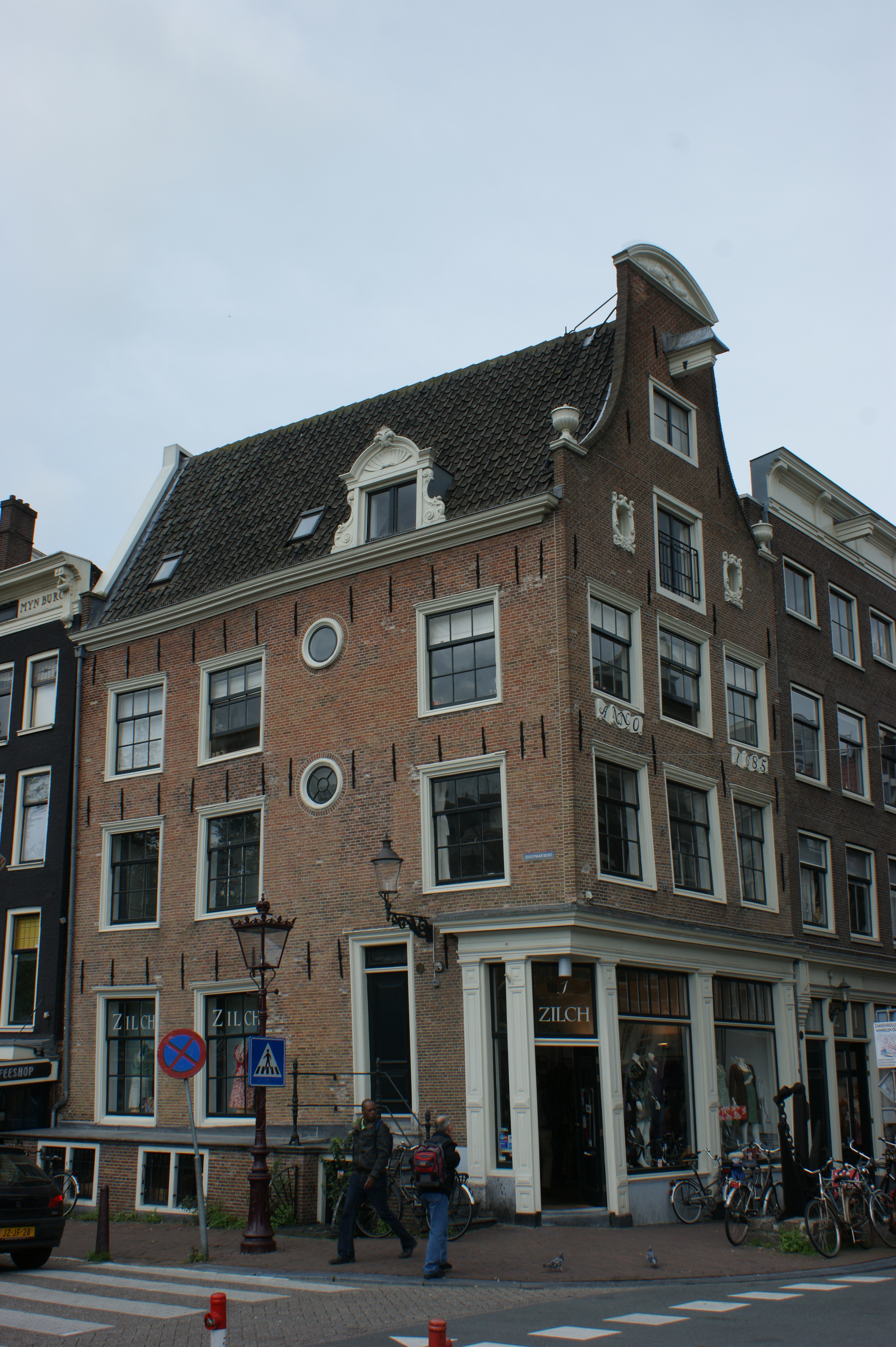
Rijksmonument Haarlemmerstraat 1
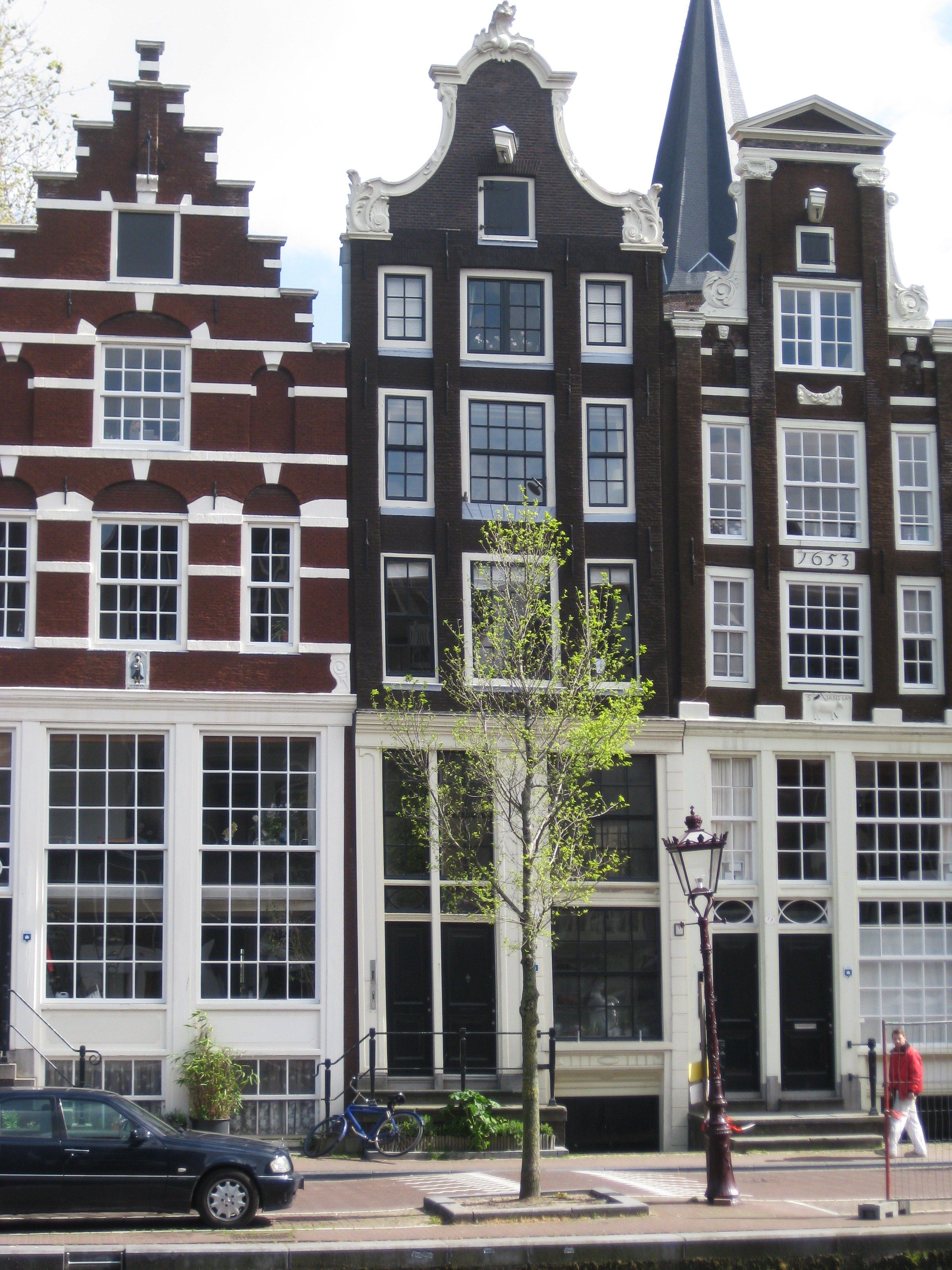
Rijksmonument Korte Prinsengracht 7
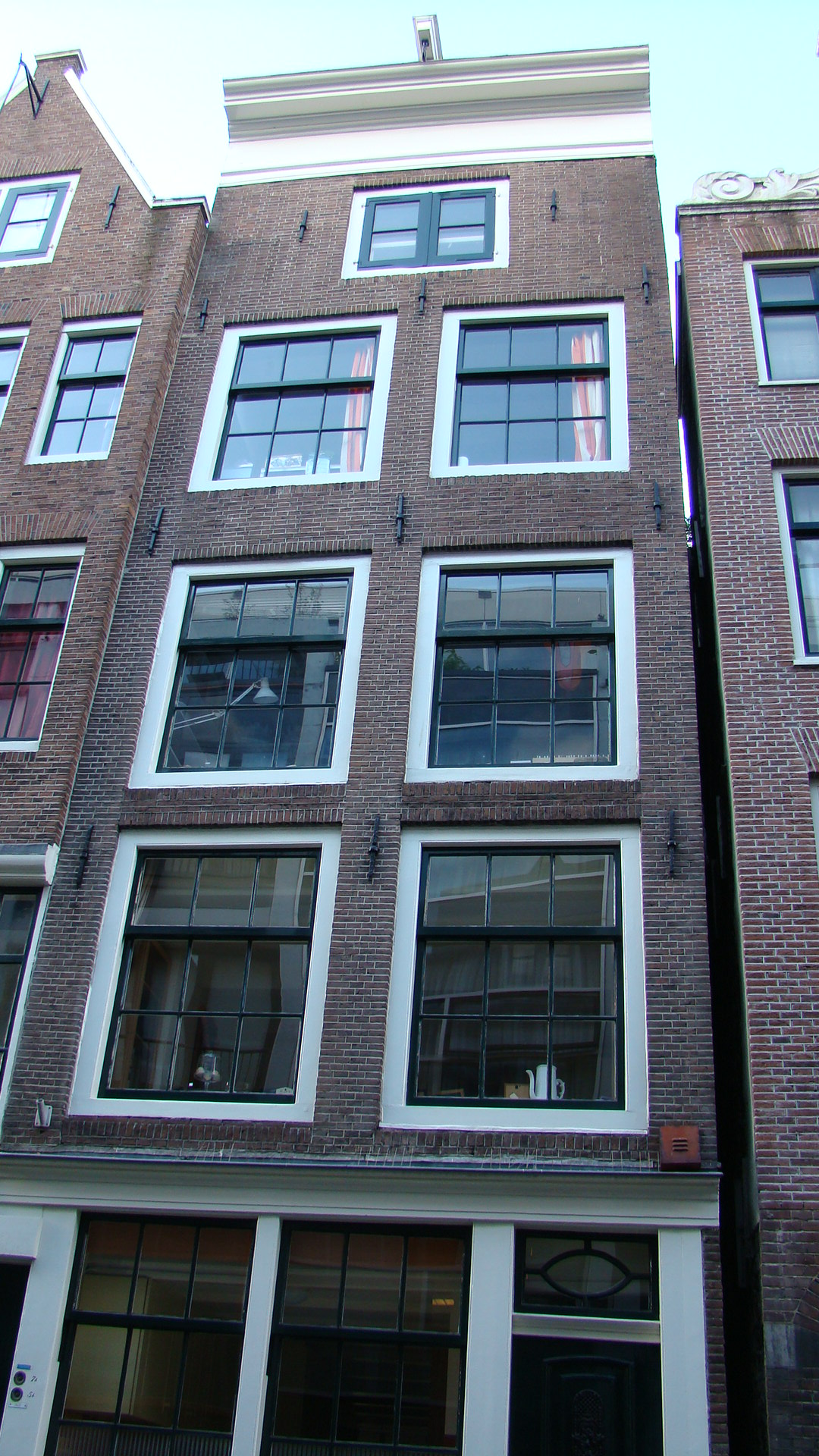
Rijksmonument Vinkenstraat 7
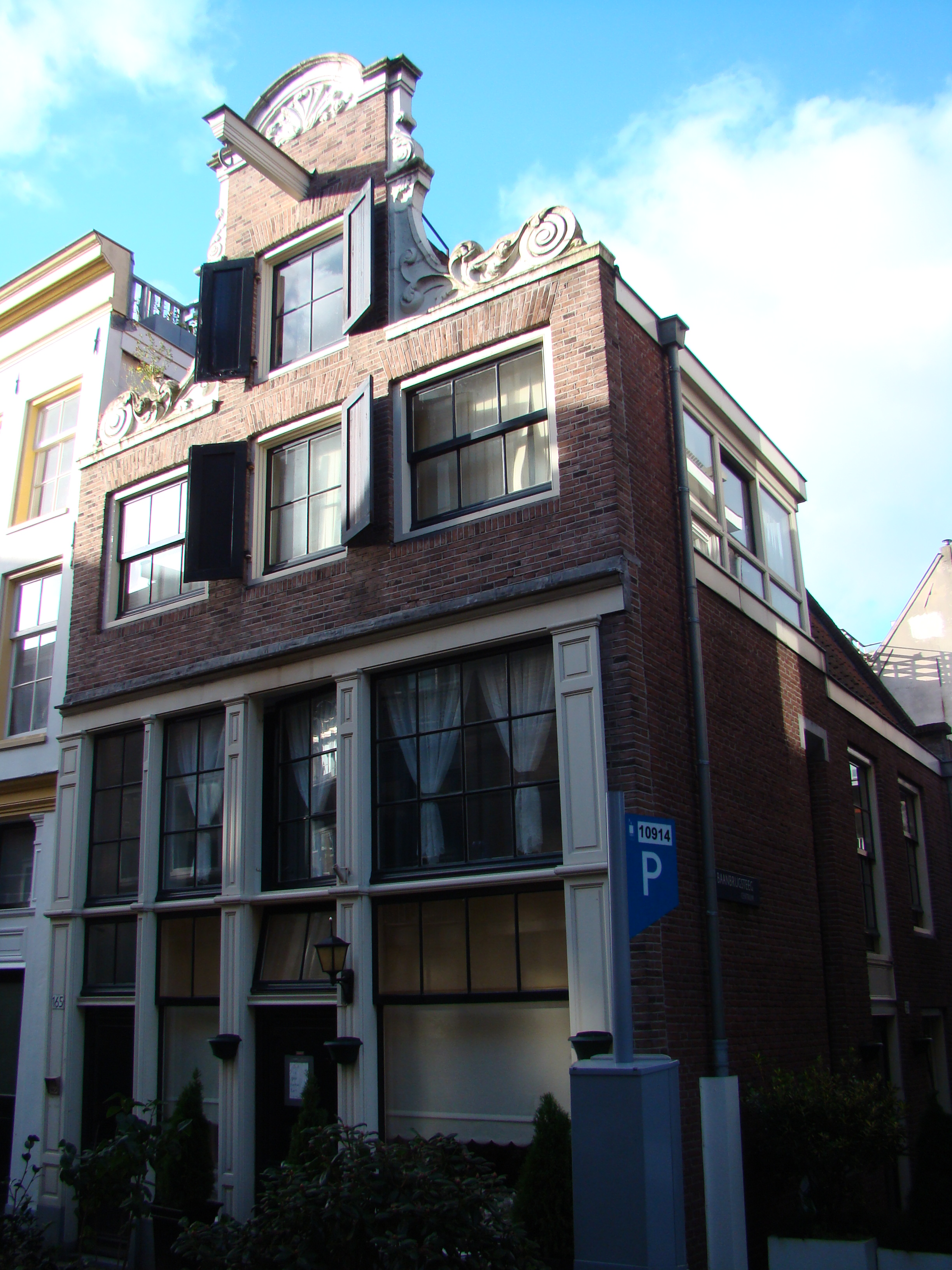
Rijksmonument Vinkenstraat 165

## Persönlichkeiten
- Willem Drees (* 5. Juli 1886 in Amsterdam; † 14. Mai 1988 in Den Haag). Der am Haarlemmerplein No. 23 geborene Politiker bekleidete von 1948 bis 1958 das Amt des Ministerpräsidenten der Niederlande.[12]

- Sjaco (* 1690 in Königsberg; † 1718 in Amsterdam, alias Jacob Frederik Muller, alias Jacquo Balck). Der sogenannte Amsterdamer Robin Hood wurde 1716 auf der Flucht vor der Polizei in der Herberge De Vergulde Wagen auf dem Haarlemmerplein verhaftet, und 1718 auf dem Dam in Amsterdam durch Rädern hingerichtet.[13]